# Perecseny
Perecseny (ukránul: Перечин [Perecsin], szlovákul: Perečany, németül: Perezindorf) város Ukrajnában, Kárpátalján, az Ungvári járásban.

## Fekvése
Ungvártól 20 km-re északkeletre, a Turja-folyónak az Ungba torkollásánál fekszik.

## Története
Az ősi település a középkorban a nevickei és az ungvári vár tartozéka. 1378-ban Közép-Szolnok vármegyei település. 1417-ben az itteni birtokról elhajtott tíz ökör és két ló tárgyában ellenőrzést tartottak Báthori Szaniszló fia, István számára Kusalyi Jakcsi György fia, János ellen. 1435-ben Kraszna vármegyei település. 1475 körül 47 forintnyi évi adót fizetett, ezek szerint népes helyiség lehetett. Báthori Miklós jobbágyait adóztatták meg. 1475 körül megint Közép-Szolnok vármegyei, majd később állandóan Kraszna vármegyei helység volt.
1533-ban Perecseny egy évi tizedét Báthori Istvánnak adományozta Statilius, erdélyi püspök. Ebben az évben 14 kapuszámnyi adót fizettek Báthori Imre jobbágyai. Báthori Andráséi 12, Báthori Miklós özvegyéi 8, Báthori Farkaséi 5 és Báthori Jánoséi 3,5 kapuszámnyit. Ezen 42,5 kapun kívül találtak itt még 4 bírót, 33 szegényt, 13 servitort és 13 új házat. A birtokot 1576-ban a Bánfiaknak adományozta S. Báthori István.
1604-ben 12 jobbágyházat adóztattak meg Lónyai István részéről; 1605-ben Erdőteleki Zsigmond részéről is megadóztattak 1/4 telket. 1623-ban városi rangot szerzett a település.
Református templomát 1668-ban kezdték építeni kőből, de a tatárjárás miatt a lakosság kénytelen volt később befejezni.
A 18. század végén Vályi András így ír róla: „PERECSÉNY. Orosz falu Ungvár Vármegyében, földes Ura a’ Királyi Kamara, lakosai ó hitüek, fekszik Ung vize mellett, határja jó termékenységű, vagyonnyai is jelesek, első osztálybéli.”
Fényes Elek 1851-ben kiadott geográfiai szótárában így ír a településről: „Perecseny, orosz f., Ungh vgyében, ut. p. Ungvárhoz északra 2 1/2 mfdnyire, az Ungh mellett: 70 r., 754 g. kath., 76 zsidó lak. Görög kath. paroch. templom. Márvány és mészkőbánya. Udvarbirói hivatal. F. u. a kam.”
A trianoni békéig Ung vármegye Perecsenyi járásának székhelye volt. Az első világháborút követően a mesterségesen létrehozott Csehszlovákiához csatolták, majd 1938-tól ismét Magyarországhoz tartozott 1944 őszéig, amikor a szovjet csapatok megszállták.
Ennek következtében 1945-ben az Ukrán Szovjet Szocialista Köztársaság, s ezzel együtt a Szovjetunió részévé vált. 1991 óta a független Ukrajna része.
Határában márványt és mészkövet bányásznak. 2020-ig a Perecsenyi járás székhelye volt.

## Népessége
1910-ben 2534 lakosából 1447 ruszin, 605 magyar és 179 német volt.
| 2019 | 6 683 |
| 2022 | 6 477 |

A népesség anyanyelv szerinti megoszlása a teljes népesség %-ában (2001)

## Közlekedés
A települést érinti a Csap–Ungvár–Szambir–Lviv-vasútvonal.

## Látnivalók
- Egykori református templomának nevezetessége egy Báthory-sírkő, a templom ma már nem működik.
- Barokk temploma 1750-ben épült.

## Híres emberek
- Itt született 1902. március 13-án Ungvári Lajos, Kossuth-díjas szobrászművész.

## Galéria

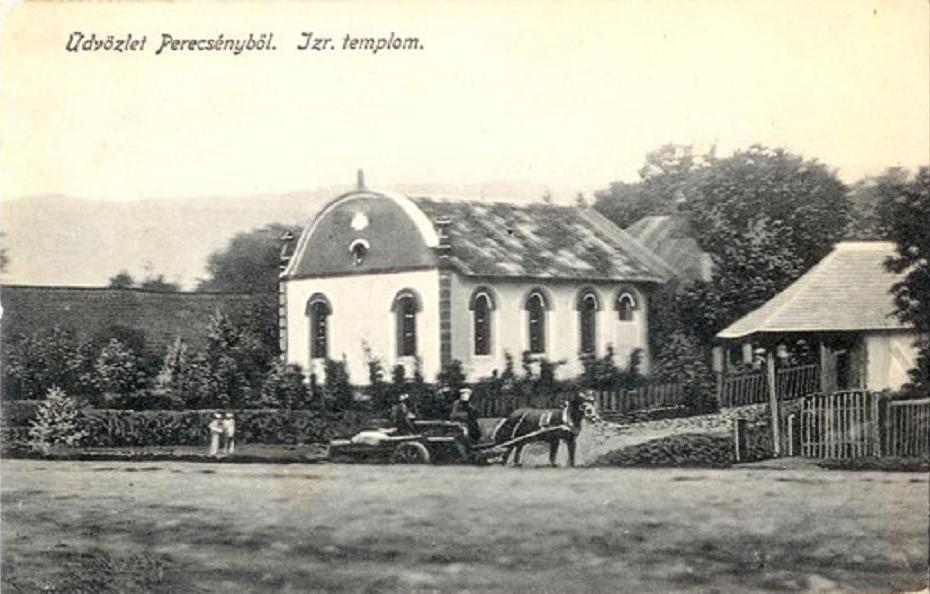
Zsinagóga
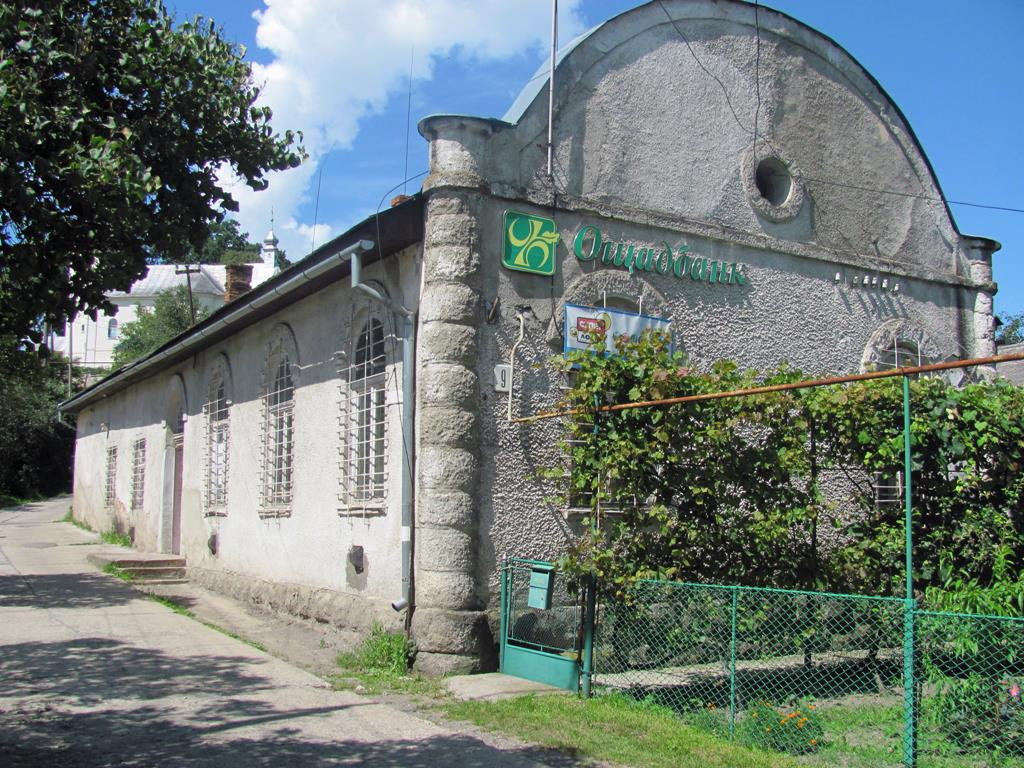
Zsinagóga